# (31201) Michellegrand
(31201) Michellegrand est un astéroïde de la ceinture principale.

## Description
(31201) Michellgrand est un astéroïde de la ceinture principale. Il fut découvert le 8 janvier 1998 à Caussols par ODAS. Il présente une orbite caractérisée par un demi-grand axe de 3,07 UA, une excentricité de 0,11 et une inclinaison de 10,3° par rapport à l'écliptique.
Il est nommé d'après le compositeur français Michel Legrand (1932-2019).